# Cercle celtique Seiz Avel
Pour les articles homonymes, voir Avel.
Le Cercle celtique Seiz Avel de Trappes, Saint-Quentin-en-Yvelines, est un ensemble de danse traditionnelle bretonne. Depuis 1972 il perpétue les traditions de danses et de musiques bretonnes. Membre de la fédération Kendalc'h, il participe au championnat de la confédération Kenleur.

## Historique
En 1849, le village de Trappes est desservi par le chemin de fer. Dès 1911, la gare de triage met la petite ville sur les rails. Dans les années trente, Trappes devient l'un des plus grands centres ferroviaires de France et une véritable ville cheminote. Une particularité qui lui vaudra d'être la cible des bombardements alliés de juin 1944. Pendant la reconstruction, la gare repart de plus belle, attirant une importante main-d'œuvre d'origine provinciale, essentiellement Bretonne, qui n'a que le train à prendre pour trouver du travail. Dans les années 1960, 70 % de la population trappiste est d'origine Bretonne.
Deux émigrés Bretons, Gisèle Kérichard et Marcel Floc'h, président en 1972 à la création d'un cercle celtique, pour perpétuer la culture bretonne à travers la musique, la danse, mais aussi l'histoire et les costumes. Seiz Avel (les Sept Vents) voit le jour dans l'euphorie de la renaissance des cultures régionales. Ce nom vient d'une vieille légende Bretonne « Quand les sept vents soufflent ensemble, la tempête se déchaîne »! Beaucoup de Bretons commencent à redécouvrir une culture qu'ils avaient perdue ou qui s'était largement diluée dans les cultures médiatiques anglo-saxonnes.

## La danse
La danse bretonne, à travers son rôle social d'origine, réunit toutes les générations à travers une musique conviviale et populaire.
Le cercle fait venir des "référents" ayant effectué des collectages pour les danses et la musique.
Pour la danse ou la musique, le "référent" vient, souvent, du village où elle a été créée, il la pratique depuis toujours et peut l'enseigner.
Sous les conseils de ses pairs, il participe depuis 1998 aux concours de danses traditionnelles organisés par la fédération Bretonne Kendalc'h, une épreuve relevée à laquelle l'association s'inscrit et qui, à l'image des compétitions de patinage artistique, se déroule en deux étapes. Il faut d'abord effectuer des danses imposées, pendant lesquelles, le moindre écart de pas est sanctionné, avant de réaliser une création libre d'environ 15 minutes. Un exercice dans lequel le cercle celtique excelle, puisqu'en deux ans il accède de la quatrième à la deuxième catégorie (1998-1999). Les concours sont à la fois des instruments de conservation, de transmission et d'évolution chorégraphique.
Les danseurs du Cercle Seiz Avel seraient les derniers à danser, en spectacle, transmis par Erwanez Galbrun, le Kost ar c'hoad  de Lescouët-Gouarec,,, collecté en 1936, entre le Pays Pourlet et le Pays Fisel, ce qui expliquerait les levés de pied par mimétisme des danses locales et des "pays" voisins...

## La musique

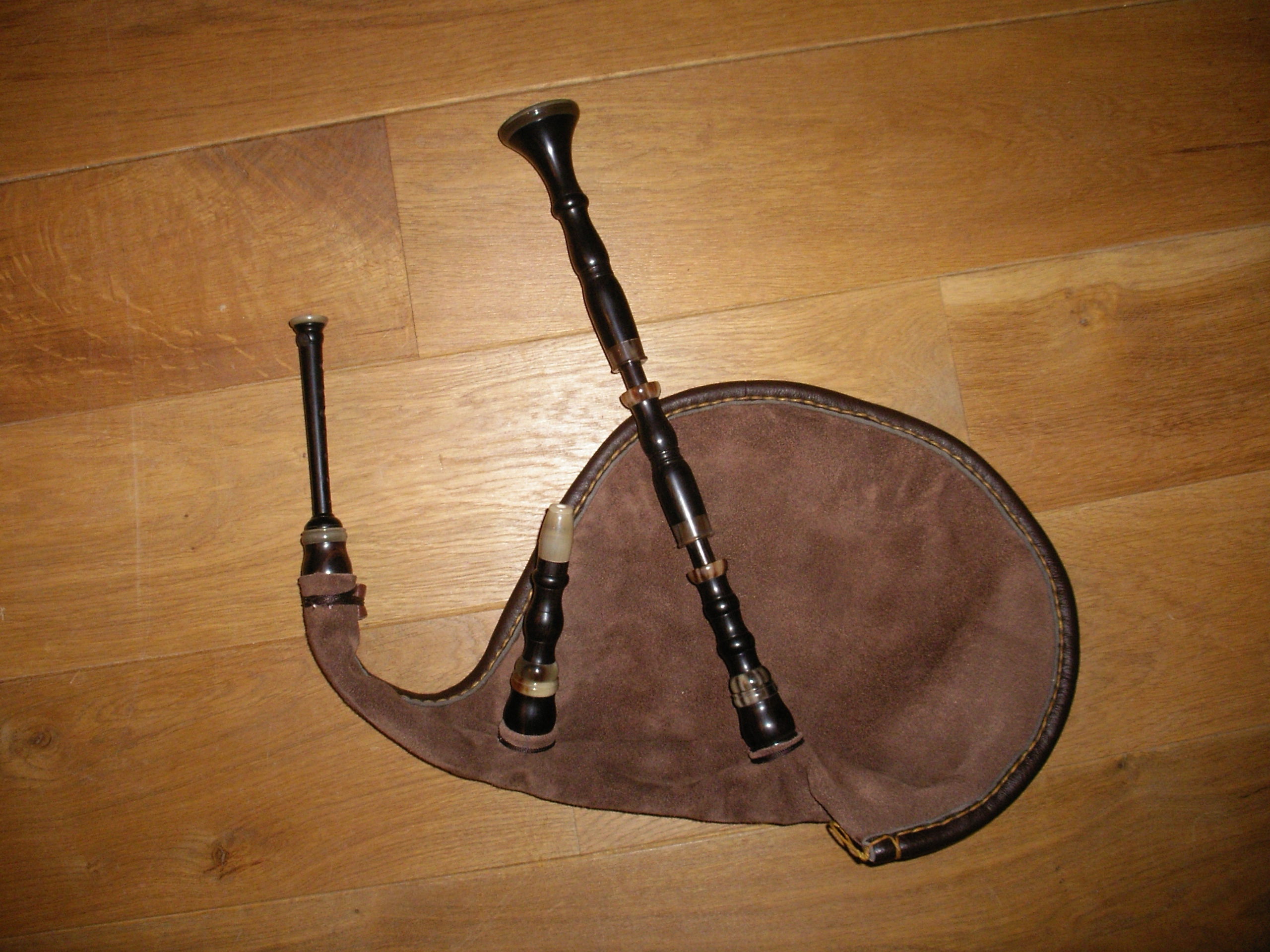
Un biniou Kozh
(Luthier : Jorj Bothua)

La musique bretonne s'écrivait très peu. Il s'agissait d'une tradition essentiellement orale. Parmi les fondateurs du cercle, certains appartenaient au bagad Bleimor dans lequel jouait Alan Stivell. Entre stages de broderie et concerts, le cercle fait venir des "référents" pour la musique et les danses.
Dans ses prestations, le cercle est régulièrement accompagné par les sonneurs et les chanteuses des groupes musicaux Dizanv et Avel ou le bagad de Saint-Quentin-en-Yvelines.

### Le Bagad
Le bagad, associé au cercle celtique, a été l'esquisse du Bagad de Saint-Quentin-en-Yvelines, une formation récente, qui puise son répertoire dans la richesse du patrimoine musical breton : airs à marcher, danses, mélodies...

## Le costume

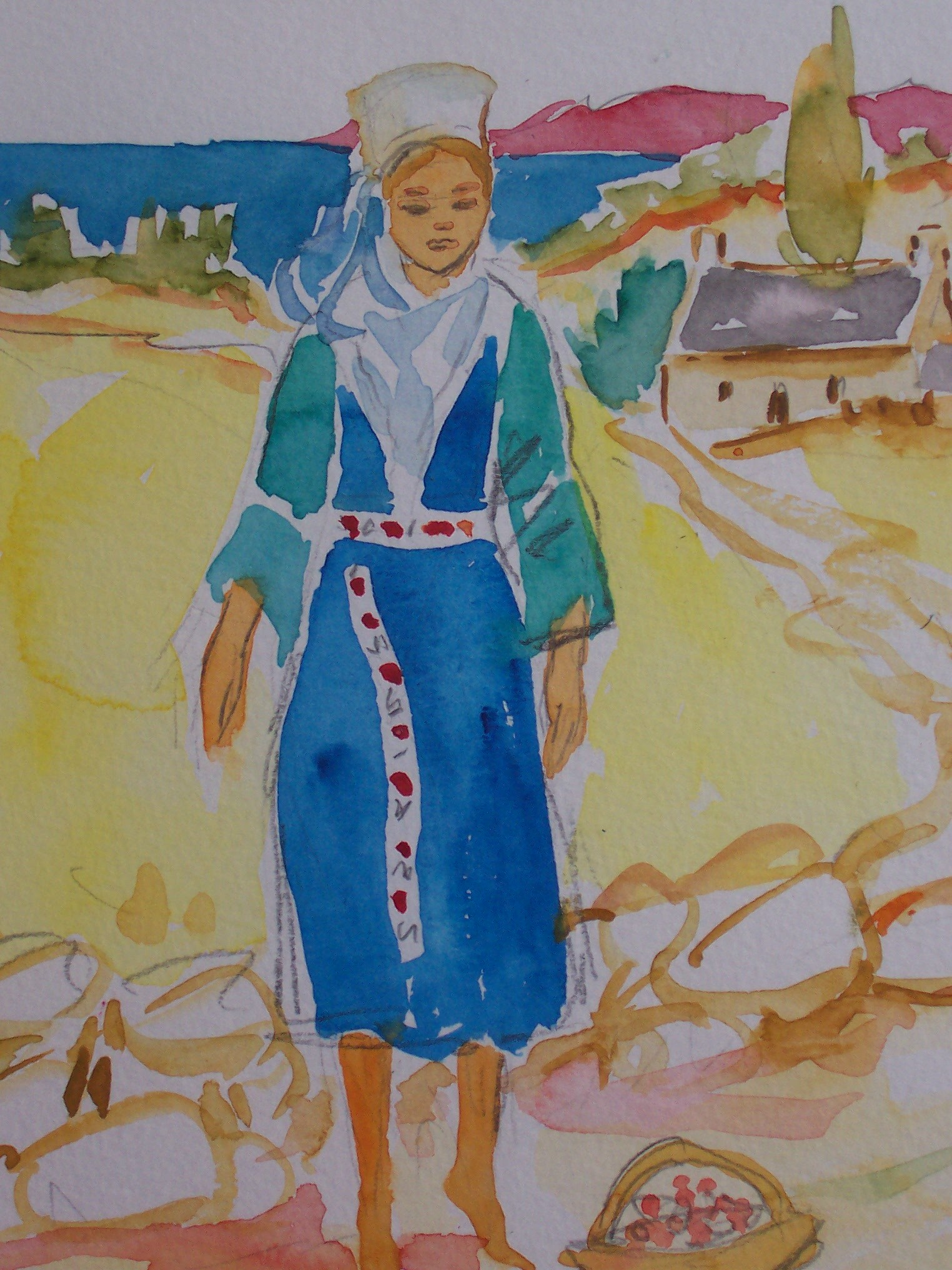
Costume jeune femme de Plougastel (Émile Rocher)

Les membres du cercle portent, sur l'insistance de Louis-Marie Bodénes dit « Lili » de Plougastel, le costume de Plougastel-Daoulas avec beaucoup de rigueur et de soin.
Le choix du costume peut paraître surprenant, il a la particularité d'être très coloré, ce qui dénote souvent parmi les autres costumes bretons du début du XXe siècle. De plus, les danseurs du cercle portent tous le même alors que traditionnellement chaque membre d'un cercle de la région parisienne portait celui de son  terroir (ou pays) d'origine.

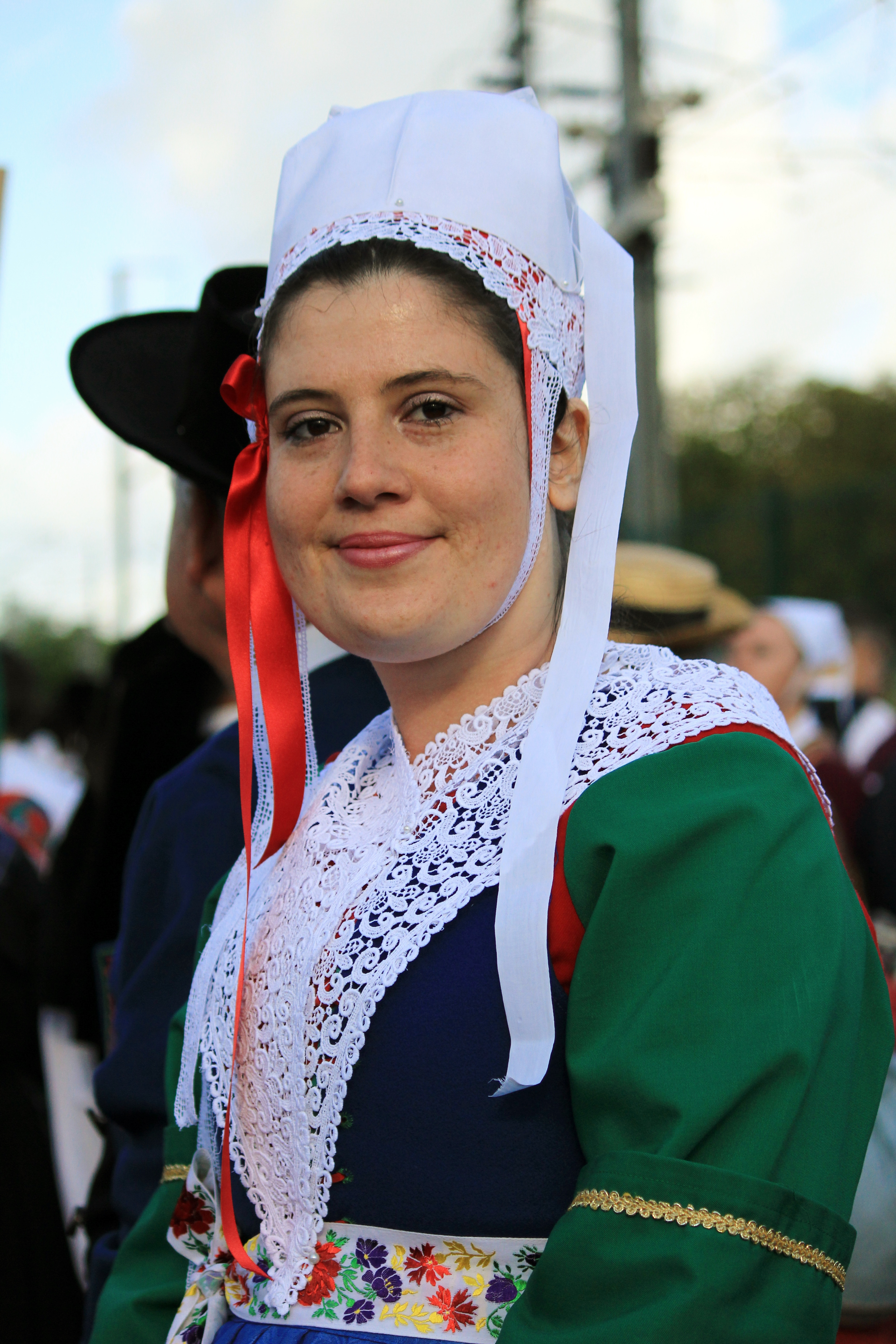
Danseuse de "Seiz Avel" en coiffe au F.I.L. 2012.

Les femmes arborent un costume, mode 1930, créé pour la scène au lendemain de la seconde guerre mondiale par le cercle de Plougastel-Daoulas, afin de mettre en avant les caractéristiques remarquables du costume coloré encore en usage à la veille de la première guerre mondiale, un habit d'une richesse de couleurs où s'allient d'une manière étonnante, les verts, les rouges, les violets et les bleus, agrémentés de pièces de dentelles et de rubans, avec une coiffe qui nécessite le montage de cinq pièces différentes. Elles portent occasionnellement, pour les chorégraphies, le costume de "petit dimanche" ou le costume de travail noir.

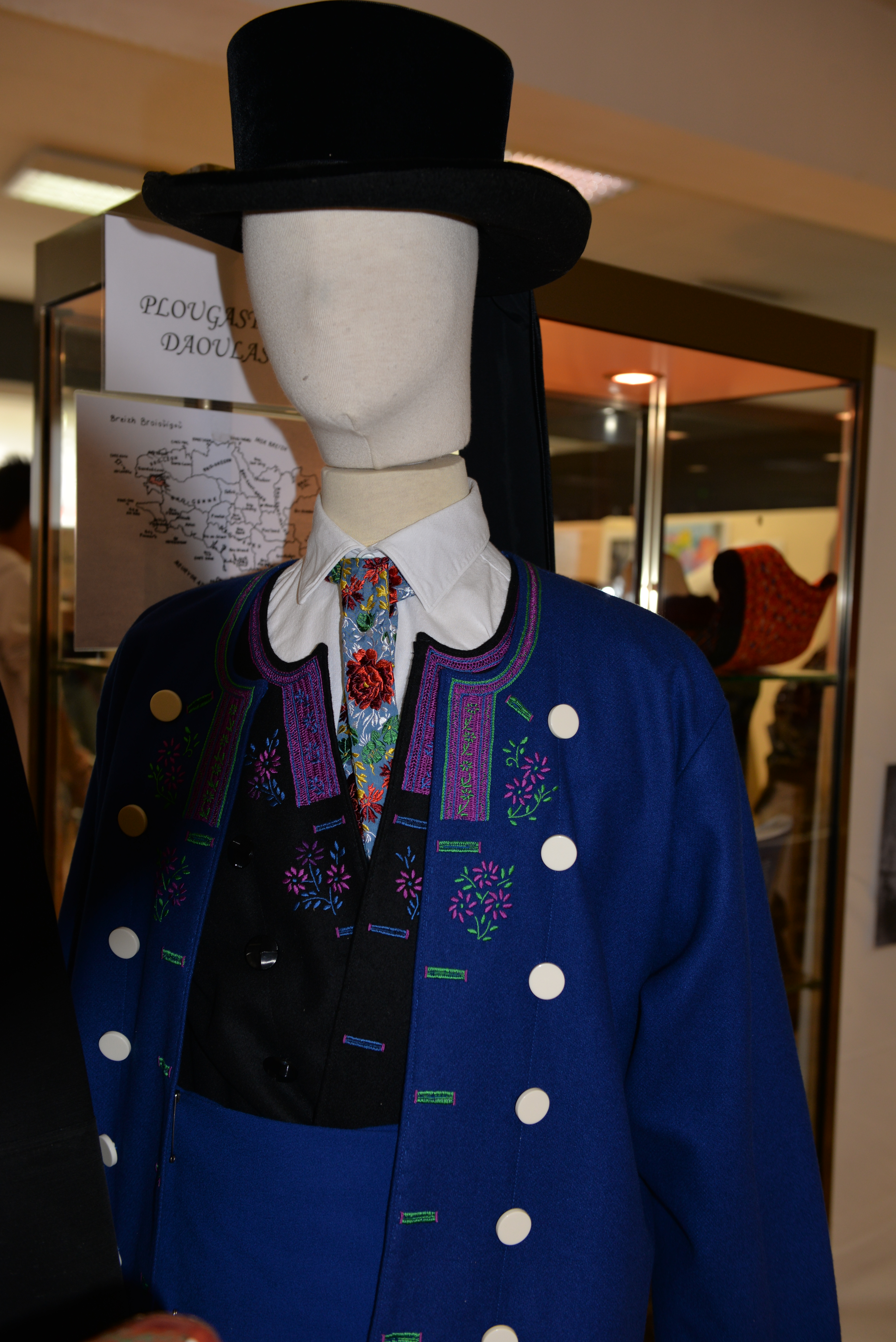
Costume homme de Plougastel

Les hommes portent, selon les circonstances, un costume de la fin du XIXe siècle, resté inchangé au cours du XXe siècle, avec des vestes violines sur des gilets verts ou des vestes bleues sur des gilets noirs avec une profusion de broderies et de boutons en métal, en os ou en nacre avec le grand chapeau à rubans, de velours noir.
Un costume facilement identifiable, une pratique de la danse et de la musique reconnue, "Seiz Avel" a tous les atouts pour organiser des spectacles de qualité et il ne tarde pas à se faire repérer par un impresario de Beauvais pour tourner d'avril à octobre dans la région Champagne-Ardenne. Ce qu'il fera pendant dix ans (de 1980 à 1990) en écumant les fêtes communales et les manifestations culturelles. Mais les sept vents n'avaient pas fini de souffler.

## Les spectacles
La consécration arrivera dès la quatrième édition du festival interceltique de Lorient, où Seiz Avel est le premier et le seul cercle celtique de la région parisienne à être invité. Une occasion en or d'afficher son originalité.
Il faut se faire à l'idée qu'aujourd'hui, les cercles réalisent un vrai travail de scène, ils ont une chorégraphie et savent faire vivre un spectacle. De 1999 à 2001, Seiz Avel participe ainsi à une comédie musicale, créée par une association de Fontenay-le-Fleury, intitulée "La légende de Gwendal". Dans cette œuvre qui mêle les musiques de grands groupes Bretons et la voix de Cécilia Saurel (espoir de la chanson 1999), sur fond de théâtre et d'humour, Seiz Avel s'occupe de toute la partie dansée, l'un de ses principaux atouts.
Des danseuses et danseurs de Seiz Avel ont été sollicités pour figurer dans deux films (en 2003 et 2005)  ayant un rapport avec la Bretagne, pour accompagner Nolwenn Leroy, dans des émissions télévisées, lors de la promotion de son album "Bretonne" et  Carlos Núñez  sur scène lors du festival "Escales d'Ailleurs" à Plaisir dans les Yvelines (en 2011)...

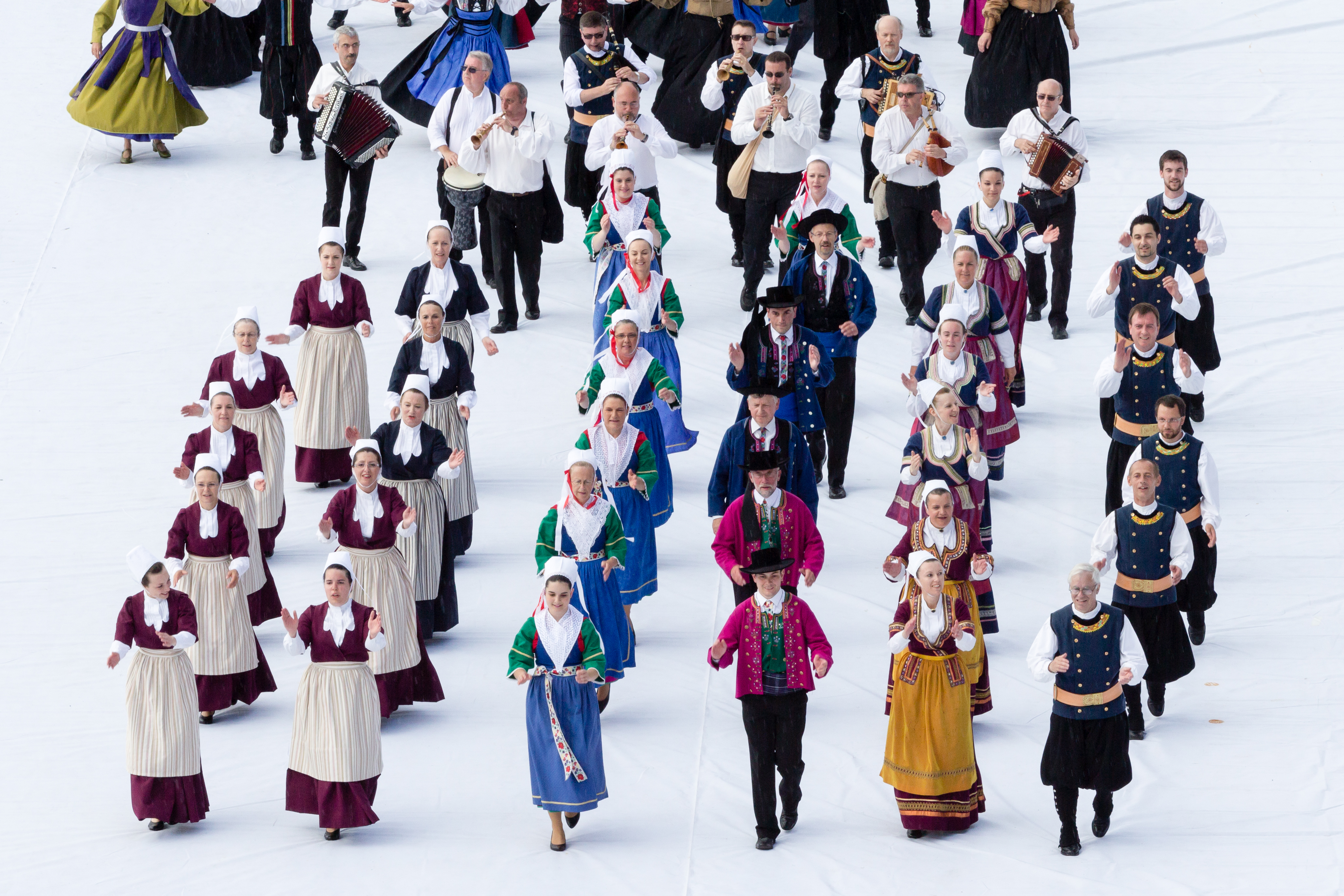
À l'arrivée de la grande parade des nations celtes en 2012.

Une renommée qui a entraîné les membres de l'association bien loin de Trappes, en  Bretagne, en  Allemagne, en  Angleterre, en  République tchèque, en  Italie et notamment en  Chine où ils ont représenté la France pour le festival inter-culturel de Pékin en 2001.
Le Cercle Celtique a participé à la grande parade des nations celtes du Festival interceltique de Lorient en 1974 et 1978, avec les groupes de la Fédération Kendalc'h Ile-de-France, le 07 août 2011, le 05 août 2012  et le 06 août 2017, en  2019, 2022, 2023 et 2024.
Les danseurs et les sonneurs du cercle ont participé au projet "Générations Lully" dans la Comédie Ballet « Baptiste ou l'Opéra des farceurs », la première a eu lieu à la Merise de Trappes le 15 mai 2018, et la seconde représentation le 17 mai 2018 a l'Opéra royal du château de Versailles avec le Centre de musique baroque de Versailles.
Le cercle participe aux Européades (le plus grand festival de folklore d'Europe) en 2019 à Frankenberg (Hesse) et à Gotha en 2023 en  Allemagne.
Le cercle était présent en  République tchèque au Prague Folklore Days 2024.

## Les fest-noz en Ile-de-France
Seiz Avel fait revivre les festoù-noz, de manière pérenne dans l'ouest parisien, depuis 1996. Ces bals bretons traditionnels étaient en effet très demandés, en Ile-de-France, et leur retour a rencontré un vif succès. Au programme entre autres, des groupes renommés, des sonneurs traditionnels et du kan ha diskan (du chant à réponse) et des groupes innovants. C'est une fête de nuit de la culture bretonne où les amateurs de danses bretonnes se retrouvent, toutes générations confondues. Les fest-noz ont été classés par l'UNESCO comme patrimoine culturel immatériel breton, ils réunissent un ensemble d'éléments de la culture bretonne : le répertoire chanté, la pratique instrumentale, les danses et une dimension sociale liée à une convivialité partagée entre générations.